# Лейк Хавасу Сити
Лейк Хавасу Сити (на английски: Lake Havasu City) е град в окръг Мохаве, щата Аризона, САЩ. Лейк Хавасу Сити е с население от 56 603 жители (2007) и обща площ от 111,6 km². Намира се на 224 m надморска височина. ЗИП кодът му е 86403-86406, а телефонният му код е 928.